# Степенко Олександр Дмитрович
Олекса́ндр Дми́трович Степе́нко (* 11 липня 1928, село Рибальське, нині Охтирського району Сумської області) — український історик, краєзнавець. Кандидат історичних наук (1964). Доцент.

## Життєпис
1941 року закінчив семирічну школу в рідному селі. У 1943—1946 роках навчався в Охтирському педагогічному училищі. Закінчивши його, працював учителем молодших класів В'язівської семирічної школи. Від 1947 року навчався та 1951 року закінчив історичний факультет Харківського педагогічного інституту. Далі до 1954 року працював у Самбірському педагогічному училищі. 1954 року Степенка зарахували до аспірантури Київського педагогічного інституту (кафедра історії СРСР). 1956 року його перевели на кафедру історії СРСР Київського університету.
Від 5 вересня 1957 року працює на кафедрі історії Кам'янець-Подільського педагогічного інституту (нині Кам'янець-Подільський національний університет імені Івана Огієнка).

## Праці
Автор монографії «Проблеми історіографії Древньої Русі» (Кам'янець-Подільський, 1965). Співавтор брошури «Устим Кармалюк» (Хмельницький, 1987).
Автор нарису «Сатанів», співавтор нарису «Новосілка» в томі «Історія міст і сіл Української РСР. Хмельницька область» (1971).